# Río Llancahue
Río Llancahue är ett vattendrag i Chile.   Det ligger i regionen Región de la Araucanía, i den södra delen av landet, 700 km söder om huvudstaden Santiago de Chile. Río Llancahue ligger vid sjön Lago Pellaifa.
I omgivningen kring Río Llancahue växer i huvudsak blandskog. Området är ganska glesbefolkat, med 22 invånare per kvadratkilometer.